# Los dinamiteros
Los dinamiteros (título en italiano: «L'ultimo rififì») es una coproducción hispano-italiana de comedia negra estrenada en 1964, coescrita y dirigida por Juan García Atienza y protagonizada por José Isbert, Sara García y Carlo Pisacane.
Pese a la innegable calidad interpretativa de sus actores, la película tuvo una mala distribución, lo que provocó que apenas gozara de repercusión comercial.
Esta fue la única película rodada por Juan García Atienza como director. No obstante, anteriormente había trabajado como ayudante de dirección para directores del calibre de José Antonio Nieves Conde, Florián Rey o Rafael J. Salvia. Posteriormente rodó algunos documentales y desarrolló una interesante labor como guionista, principalmente para la televisión. Aunque sobre todo destacó como escritor, en temas sobre esoterismo, ocultismo, Las Cruzadas, templarios, etc.
La banda sonora del filme fue editada en 1963 en formato EP y en formato de sencillo por el sello discográfico italiano CAM (Creazioni Artistiche Musicali) Records.

## Sinopsis
Un trío de jubilados que rozan los ochenta años (Don Benito, Doña Pura y Don Augusto) suelen coincidir cada mes en las colas de las ventanillas de la mutualidad para cobrar su raquítica pensión, ocasión que aprovechan para hablar de la vida pasada y de los achaques recientes. Así se enteran de que Don Felipe, un conocido de los tres, está muy enfermo y se encuentra solo y sin dinero para un entierro decente. Deciden entonces pedir un préstamo a la mutualidad para ayudarlo, pero no se lo conceden. Tras fallecer Don Felipe y para cumplir sus propias ilusiones y caprichos que nunca se habían podido dar (panteón, vacaciones, familia, obras de caridad, etc.), además de para entretenerse, deciden atracar la mutualidad donde cobran sus míseras pensiones armados con cartuchos de pólvora.

## Reparto
- José Isbert como	Don Benito
- Sara García como Doña Pura
- Carlo Pisacane como Don Augusto
- Lola Gaos como María
- Paolo Ferrara como Director de la mutualidad
- María José Alfonso como Mari Nieves
- Vicky Ludovici como Dorita
- Xan das Bolas como Marmolista
- Eugenio Galadini como Cajero
- Manuel Torremocha como Hijo de doña Pura
- Ricardo Tundidor como Ricardo
- Tiziana Casetti como Chica pensión 1
- Anna María Aveta como Chica pensión 2
- José Antonio González Rojas como Carlos
- María Jesús Balenciaga como Marisita
- Joaquín Pamplona como Portero
- Silvestra Licuori
- Luis Heredia como Don Felipe González
- Manuel Peiró como Dependiente de la armería / Carlos (voz)
- Sélica Pérez Carpio como Mercedes
- Giorgio Bixio como	Comisario
- Fernando Sánchez Polack como Obrero en mausoleo
- Juana Cáceres como	Vendedora de cirios
- Ciccio Barbi como	Martínez - vendedor de lencería
- Francesco De Leone como Nuevo cliente de la pensión
- Liliana Palazio
- Santiago Ontañón como Conserje
- José García Calderón como Chatarrero
- Eloy Rosillo como Hombre en la calle
- Nino Nini como Cliente de la pensión
- Juan Cazalilla como Hombre con periódico en la calle